# بورميراند
بورميراند Purmerend  هي مدينة وبلدية بمقاطعة شمال هولندا، هولندا.

## طوبوغرافيا
خريطة طوبوغرافية هولندية لبلدية بورميراند، مارس 2014، (تقرأ بعد ثلاث نقرات على الخريطة).

## أعلام
- تيمو يتشيرت
- داف بولتويس
- ادوين زوتبير
- كيس كواكمان
- أنطون برونك
- ميتشيل دايكس
- سيس دي وولف